# Typton dentatus
Typton dentatus är en kräftdjursart som beskrevs av Fujino och Miyake 1969. Typton dentatus ingår i släktet Typton och familjen Palaemonidae. Inga underarter finns listade i Catalogue of Life.